# Vojáčkovy sady
Vojáčkovy sady jsou malý park, který se nachází vedle budovy pošty a pověřeného úřadu, naproti budově ZŠ 28. října, dříve bývalého Okresního hejtmanství a okresního soudu v Žamberku.

## Pojmenování
Park byl pojmenován podle jeho zakladatele Karla Vojáčka okresního hejtmana v Žamberku.

## Historie
Na místě dnešního parčíku, v části města nazývané na Lindrách, byl starý hřbitov na kterém se pochovávalo až do roku 1906, kdy už byl otevřen nový městský hřbitov. Ostatky zde pohřbených byly exhumovány a umístěny do kostnice v kapli Panny Marie Bolestné vedle kostela sv. Václava.
Celá plocha bývalého hřbitova byla rekultivována a na popud okresního hejtmana Karla Vojáčka zde byl vytvořen malý park. Park byl postupně vybaven lavičkami, osázen různými dřevinami a na památku zde zůstal litinový kříž s letopočtem 1888.
Park leží v prostoru lemovaném ulicemi Komenského, Vrchlického a Nádražní.
Na západní straně, naproti budově bývalé Orlovny v Komenského ulici, byl akademickým sochařem Františkem Rousem vybudován a 28. října 1923 odhalen pomník obětem 1. světové války. Na východní straně parčíku, souběžné s Nádražní ulicí, je pomník legionáře Bedřicha Havleny, který položil život na italské frontě. Bedřich Havlena byl před válkou asistentem u berního úřadu. Monumentální pomník byl vybudován v roce 1924 ze žulových kvádrů, za okupace v roce 1941 z nařízení německých úřadů rozbořen a v roce 1969 znovu obnoven v jednodušším provedení.
V době založení byl park osázen stromy a keři, z nichž některé jsou dendrologicky cenné, například Buk lesní stříhanolistý, který je od roku 1994 evidován jako památný strom.